# Informationssystemet for det indre marked
Informationssystemet for det indre marked (IMI) er et IT-baseret netværk, der forbinder offentlige organer i det Europæisk Økonomisk Samarbejdsområde (EØS). Det blev udviklet af Europa-Kommissionen i samarbejde med EU's medlemslande for at sætte skub i samarbejdet på tværs af grænserne. IMI tillader offentlige administratorer på nationalt, regionalt og lokalt niveau at identificere deres kollegaer i andre lande og udveksle informationer med dem. Forhåndsoversatte spørgsmål og svar samt en maskinoversættelse gør det muligt for alle parter at benytte deres eget sprog til at kommunikere.

## Baggrund
EU's lovgivning på det Indre Marked gør det obligatorisk for medlemslandenes ansvarlige myndigheder at assistere andre medlemslande ved at forsyne dem med information. Nogle love kræver kommunikation mellem medlemslandene og Europa-Kommissionen (for eksempel varsling af nationale gennemførelsesforanstaltninger af EU-retten). IMI er blevet udviklet for at lette denne dag-til-dag udveksling af oplysninger.
IMI blev lanceret i februar 2008. Udvikling og vedligeholdelse er blevet finansieret af programmet Interoperability Solutions for European Public Administrations (ISA) siden juli 2010. ISA er efterfølgeren til IDABC-programmet, som i første omgang finansierede IMI og blev afsluttet den 31. december 2009.
IMI er et af Det Indre Markeds styringsværktøjer. Andre styringsværktøjer er Dit Europa, Dit Europa Råd & Vink, SOLVIT og Kvikskranker.
IMI anvender en "privacy by design" tilgang - integration af privatlivs- og databeskyttelse på alle niveauer af IMI's design - som er udarbejdet sammen med Den Europæiske Tilsynsførende for Databeskyttelse.

## Hovedaktører
IMI er blevet implementeret ud fra et decentraliseringsprincip. Derfor er den praktiske gennemførelse af IMI de enkelte medlemsstaters ansvar. Der er flere aktører, der spiller en rolle i IMI-netværket.

### De ansvarlige myndigheder
Ansvarlige myndigheder er IMI's slutbrugere. De er offentlige organer, som er blevet pålagt ansvaret for at håndtere visse aspekter ved anvendelsen af lovgivningen på Det Indre Marked. De kan fungere på nationalt, regionalt eller lokalt niveau.

### IMI-koordinatorer
Der er én national IMI-koordinator (NIMIC) for hvert medlemsland, ofte placeret i et nationalt ministerium. Deres opgave er at sikre et velfungerende IMI i deres land. IMI-koordinatorer kan uddelegere nogle af deres opgaver til andre koordinatorer, som er ansvarlige for, fx et lovgivningsområde eller en geografisk region, afhængigt af de enkelte medlemslandes administrative strukturer.

### Europa-Kommissionen
Europa-Kommissionen er ansvarlig for vedligeholdelse og udvikling, support og uddannelse i forhold til IMI. Den forvalter og støtter også netværket af IMI-koordinatorer, fremmer yderligere udvidelse af IMI og rapporterer om, hvordan systemet fungerer. 

## IMI arbejdsgange
IMI tilbyder en række forskellige arbejdsgange til sine brugere for at imødekomme forskellige typer af administrativt samarbejde på tværs af EØS' medlemslande.

### Informationsanmodninger
Når en ansvarlig myndighed har brug for information fra en kollega i udlandet, kan myndigheden sende en informationsanmodning af sted. Denne udvekslingsmekanisme benytter forhåndsoversatte spørgsmål og svar, som er tilgængelige på alle EU-sprog. Det er muligt at vedhæfte dokumenter. Kun de ansvarlige myndigheder, som er direkte involverede i informationsudvekslingen har adgang til indholdet. Et praktisk eksempel på en informationsudveksling kan være at en tysk lærer gerne vil arbejde i Portugal. De portugisiske myndigheder bliver da nødt til at få verificeret autenticiteten af hans indskannede diplom. I dette tilfælde kan de benytte IMI til at sende en informationsanmodning til partnermyndigheden i Tyskland. Denne myndighed kan acceptere anmodningen og sende et svar tilbage til myndigheden i Portugal. På grund af de forhåndsoversatte spørgsmål og svar kan begge myndigheder kommunikere på deres eget sprog.

### Anmeldelser
Anmeldelser er baseret på såkaldte en-til-mange-informationsudvekslinger, hvor myndigheder kan advare eller anmelde en eller flere ansvarlige myndigheder og/eller Europa-Kommissionen. For eksempel kræver servicedirektivet, at medlemslande advarer hinanden om mulige farer mod menneskers sundhed og sikkerhed eller miljøfarer forårsaget af leveringen af serviceydelser.

### Informationsarkiver
IMI-informationsarkiver er databaser som lagrer specifik information for visse politikområder. Et eksempel på et sådan arkiv er biblioteksregistre vedligeholdt af de ansvarlige myndigheder i EØS. Biblioteket er udstyret med flersprode søgefunktioner. Arkivets indhold kan tilgås af en begrænset gruppe af ansvarlige myndigheder eller af alle IMI-brugere.

## Juridisk ramme
IMI anvendes i alle EØS' medlemslande til det administrative samarbejde, som kræves i direktivet om anerkendelse af erhvervsmæssige kvalifikationer (2005/36/EC), i servicedirektivet (2006/123/EC) og på forsøgsbasis i direktivet om udstationering af arbejdstagere som led i udveksling af tjenesteydelser (96/71/EF). Det udvides løbende til at dække flere lovgivningsmæssige områder. Eksempler på nyere udvidelser er blandt andet forordningen om erhvervsmæssig grænseoverskridende landevejstransport af eurokontanter mellem medlemsstaterne i euroområdet (1214/2011) og direktivet om patientrettigheder i forbindelse med grænseoverskridende sundhedsydelser (2011/24/EC).
IMI sigter mod "at give adgang til et effektivt og brugervenligt værktøj til gennemførelse af det administrative samarbejde, som forbedrer styringen af det indre marked".
Forordningen om administrativt samarbejde via informationssystemet for det indre marked , som trådte i kraft i december 2012, er en EU-lov, som etablerer en omfangsrig lovgivningsramme for IMI. Den giver et komplet sæt af regler for håndteringen af persondata i IMI, og fastsætter en metode til fremtidig udvidelse af IMI til yderligere politikområder.

## References
1. ↑  "Dit Europa".
2. ↑  "Dit Europa Råd & Vink".
3. ↑  "SOLVIT".
4. ↑  "Kvikskranker".
5. ↑  "Den Europæiske Tilsynsførende for Databeskyttelse".
6. 1 2  "Servicedirektivet". 2006-12-12. Arkiveret fra originalen 1. maj 2013. Hentet 2013-02-19.
7. ↑  "Direktivet om anerkendelse af erhvervsmæssige kvalifikationer". 2005-09-07. Hentet 2013-02-19.
8. ↑  "Direktivet om udstationering af arbejdstagere som led i udveksling af tjenesteydelser". 1996-12-16. Arkiveret fra originalen 20. marts 2018. Hentet 2013-02-19.
9. ↑  "Forordningen om erhvervsmæssig grænseoverskridende landevejstransport af eurokontanter mellem medlemsstaterne i euroområdet". 2011-11-16. Hentet 2013-02-19. (Webside ikke længere tilgængelig)
10. ↑  "Direktivet om patientrettigheder i forbindelse med grænseoverskridende sundhedsydelser". 2011-03-09. Arkiveret fra originalen 14. november 2013. Hentet 2013-02-19.
11. ↑  "Meddelelse: En strategi for at udbygge og udvikle informationssystemet for det indre marked" (PDF). 2011-02-21. Hentet 2013-02-19.
12. ↑  "Forordningen om administrativt samarbejde via informationssystemet for det indre marked". 2012-10-25. Arkiveret fra originalen 4. december 2013. Hentet 2013-02-19.

## External links
- Informationssystemet for det indre marked (IMI) - Europa-Kommissionen
- Video på YouTube
- Annual Report IMI 2011 - English
- Regulated Professions Database - English
- Professional qualifications website - English
- Services directive website - English